# نسور العالم القديم
نسور العالم القديم عائلة فرعية تتبع فصيلة البازية التي تضم إضافة إلى نسور العالم القديم كلا من العقبان وطيور الباز والحدأة، وهذه الطيور ليست قريبة جينيا من عائلة نسور العالم الجديد، على الرغم من وجود تشابه ظاهري بين أفراد العائلتين، ولكن نسور العالم القديم لا تمتلك حاسة الشم القوية التي تمتلكها نسور العالم الجديد، وتنتشر نسور العالم القديم في كلا العالمين: القديم والجديد، حيث تم هذا الانتشار في عصر نيوجين.
إن النسور طيور منظفة، أي تقتات على الجيف وجثث الحيوانات الميتة بشكل عام، ولنسور العالم القديم حاسة بصر قوية تساعدها على إيجاد الجيف، أما نسور العالم الجديد فتعثر على الجيف مستخدمة حاسة شمها القوية، والسمة العامة التي تمتاز بها كثير من النسور هي الرأس الأصلع الخالي من الريش، حيث أنها بهذه السمة لا يتسخ ريش رأسها بالدم والسوائل من الجيف حين تأكل لحمها، فلو كان رأسها وعنقها مكسوين بالريش لامتلآ بالدم وقطع اللحم من الجيف ولأدى ذلك إلى إصابتها بالأمراض وموتها.

## الأنواع
هناك 16 من الأنواع التي تدرج تحت العائلة نسور العالم القديم و هي :
جنس (Aegypius):
- النسر الرمادي، Aegypius monachus

جنس (Gypaetus):
- النسر الملتحي، Gypaetus barbatus

جنس (Gyps):
- النسر الأسمر، Gyps fulvus
- النسر الهندي، Gyps indicus
- نسر هندي أبيض الظهر, Gypes bengalensis
- نسر الرأس, Gyps coprotheres
- نسر الهيمالايا، Gyps himalayensis
- النسر أفريقي أبيض الظهر، Gyps africanus
- نسر نحيل المنقار,Gyps tenuirostris
- نسر أبقع,Gyps rueppellii

جنس (Neophron):
- النسر المصري، Neophron percnopterus

جنس (Sarcogyps):
- النسر أحمر الرأس، Sarcogyps calvus

جنس (Trigonoceps):
- النسر أبيض الرأس، Trigonoceps occipitalis

جنس(Necrosyrtes):
- النسر المقنبع Necrosyrtes calvus

جنس(Gypohierax):
- نسر جوز النخيل,Gypohierax angolensis

جنس(Torgos):
- نسر أذون, Torgos tracheliotos

## التهديد بسبب التسممبالديكلوفيناك
التسمم بالديكلوفيناك أدى إلى تراجع أعداد النسور في الهند والباكستان إلى 95% من عددها الأصلي قبل عقد من الزمان، وهناك نوعان أو ثلاثة أنواع من النسور في جنوب آسيا أصبحت قريبة من الانقراض، وقد حدث ذلك نتيجة استخدام الديكلوفيناك الذي هو مضاد للالتهابات، يستخدمه الأطباء البياطرة على الحيوانات في المزارع، وعندما تموت هذه الحيوانات يبقى الديكلوفيناك في أجسامها، فتأكلها النسور التي هي حساسة جدا من هذا الدواء، فتصاب بالفشل الكلوي والنقرس الحشوي والموت نتيجة التسمم بالديكلوفيناك.

## المرجع
نسور العالم القديم